# 蒙特內哥羅的謝妮亞公主
蒙特內哥羅的謝妮亞，本名謝妮亞·彼得羅維奇-涅戈什（1881年4月22日—1960年3月10日），蒙特內哥羅國王尼古拉一世的第八女（第四、七女夭折，形同第六女）。
謝妮亞曾被謠傳與希臘的尼古拉奧斯王子、黑森大公恩斯特·路德維希、俄羅斯的基里爾·弗拉基米洛維奇與米哈伊爾·亞歷山德羅維奇訂婚，但謝妮亞最終仍保持單身。1960年，謝妮亞於法國巴黎去世，享年78歲。